# Valzpriset
Valzpriset  (franska: Prix Valz) var en utmärkelse för vetenskapliga framsteg inom astronomi, som från 1877 till 1970 utdelades av Franska vetenskapsakademien.
Priset instiftades 1874 av änkan efter astronomen Benjamin Valz, Marie Madeleine Julie Malhian.
Det slogs 1970 samman med Valzpriset (Prix Valz) till Lalande-Valzpriset och med ytterligare 122 priser 1997, vilket ledde till instiftandet av Grande Médaille.

## Mottagare

### 1800-talet
- 1877 Paul och Prosper Henry
- 1878 Julius Schmidt
- 1879 Étienne Léopold Trouvelot
- 1880 Wilhelm Tempel
- 1881 David Gill
- 1882 William Huggins
- 1882 Luís Cruls
- 1883 Édouard Stephan
- 1884 Friedrich Karl Ginzel
- 1885 Gustav Spörer
- 1886 Guillaume Bigourdan
- 1887 Ernest Perigaud
- 1888 Edward Charles Pickering
- 1889 Auguste Charlois
- 1890 Sergej von Glasenapp
- 1891 Hermann Carl Vogel
- 1892 Pierre Puiseux
- 1893 Adolf Berberich
- 1894 Jean Joseph Coniel
- 1895 William Frederick Denning
- 1896 Joseph Bossert
- 1897 Louis Fabry
- 1898 Élie Colin
- 1899 Magnus Nyrén

### 1900-talet
- 1900 Aloys Verschaffel
- 1901 Charles André
- 1902 Ernst Hartwig
- 1903 Alphonse Borrelly
- 1904 Campos Rodrigues
- 1905 Michel Giacobini
- 1906 Johann Palisa
- 1907 Michel Giacobini
- 1908 Michel Luizet
- 1909 Aymar de la Baume Pluvinel
- 1910 Stéphane Javelle
- 1911 Charlemagne Rambaud
- 1912 Alexandre Schaumasse
- 1913 Alfred Fowler
- 1914 Stanislas Chevalier
- 1915 Armand Lambert
- 1916 Giovanni Boccardi
- 1917 Alexandre Schaumasse
- 1918 Frédéric Sy
- 1919 Felix Boquet
- 1920 Ernest Maubant
- 1921 Jean Trousset
- 1922 Jean Chazy
- 1923 Walter Sydney Adams
- 1924 ingen utdelning
- 1925 Vojislav Mišković
- 1926 Frank Schlesinger
- 1927 Lucien d'Azambuja
- 1928 George Van Biesbroeck
- 1929 Louis Dunoyer de Segonzac
- 1930 Gilbert Rougier
- 1931 Henri Chrétien
- 1932 Jean Dufay
- 1933 Henri Labrouste
- 1934 Ferdinand Quenisset
- 1935 Raymond Tremblot
- 1936 André Couder
- 1937 Maurice Burgaud
- 1938 Pierre Lacroute
- 1939 René Bernard
- 1940 Jeanne Clavier
- 1941 Junior Gauzit
- 1942 Jean Rösch
- 1943 Rose Sainturier
- 1944–1945 ingen utdelning
- 1946 Raoul Goudey
- 1947–1948 ingen utdelning
- 1949 Jean Delhaye
- 1950–1958 ingen utdelning
- 1959 Fernan Nahon
- 1960–1968 ingen utdelning
- 1969 André Baranne
- 1970 ingen utdelning